# 농양
고름집(영어: abscess) 또는 농양(膿瘍)은 화농성 염증이 생체 조직 내에 생겨 그 부분의 세포가 죽고 고름이 몰리는 질환이다.
농양은 새로 형성된 체강이 아닌 이미 존재하는 곳에 고름이 몰리는 농흉과는 구분한다.

## 치료
부상 부위의 농양은 항생 물질로 치료가 불가능하다. 여기에는 외과 중재, 절개술, 소파술이 요구된다.

## 같이 보기
- 고름
- 종기